# Creed II
Creed II (titulada: Creed II: Defendiendo el legado en Hispanoamérica y Creed II: La leyenda de Rocky en España) es una película estadounidense de 2018 perteneciente al género de drama deportivo, dirigida por Steven Caple Jr. y escrita por Sylvester Stallone y Cheo Hodari Coker. Secuela de la película Creed, del año 2015, y la octava entrega de la serie de películas de Rocky, está protagonizada por Michael B. Jordan, Sylvester Stallone, Tessa Thompson, Dolph Lundgren, Florian Munteanu, Phylicia Rashad, Andre Ward y Wood Harris, todos los cuales repiten sus roles de películas anteriores, excepto Munteanu, quien se sumó al elenco para interpretar al hijo de Ivan Drago. El guionista y director de Creed Ryan Coogler se desempeña como productor ejecutivo de la película.
La trama sigue el entrenamiento de Adonis Creed para vencer al célebre hijo de Ivan Drago, el boxeador que mató a su padre en el cuadrilátero hace 30 años. Fue lanzada en Estados Unidos el 22 de noviembre de 2018, y está dedicada a Tony Burton, quien apareció en seis de las películas de Rocky y falleció en febrero del año 2016.

## Argumento
Tres años después de los eventos de la primera entrega, Adonis Creed obtiene una serie de triunfos, que culminan en una victoria sobre Danny "Stuntman" Wheeler para ganar el Campeonato Mundial de los Pesos Pesados de la WBC. Convertido en una estrella mundial, Adonis le propone matrimonio a su novia, Bianca Taylor, quien acepta casarse con él. Cuando Bianca sugiere comenzar una nueva vida juntos en Los Ángeles, Adonis se muestra reacio a dejar su vida en Filadelfia, tomando en cuenta su buena relación con su entrenador y tutor, Rocky Balboa. 
Mientras tanto, en Kiev, Ucrania, Iván Drago, el exboxeador soviético que mató al padre de Adonis, Apollo Creed, en el ring hace 33 años, ve la oportunidad de recuperar la gloria que le fue arrebatada como resultado de su derrota ante Rocky en Moscú al enfrentar a su hijo, Viktor Drago (con la ayuda de Buddy Marcelle, un promotor que ha seguido de cerca la carrera de Viktor), contra Adonis. Cuando Rocky se niega a apoyar la decisión de Adonis de aceptar el desafío de Viktor, Adonis, sintiéndose traicionado, decide irse a Los Ángeles.
Adonis y Bianca se establecen en un lujoso apartamento en Los Ángeles, cerca de la madre adoptiva de Adonis y viuda de Apollo, Mary Anne. Cuando Adonis y Bianca se adaptan a su nueva vida en la costa oeste y se preparan para la próxima pelea con Viktor, Bianca se entera de que está embarazada. Adonis recluta a Tony "Little Duke" Evers, hijo del entrenador de su padre, como reemplazo de Rocky. Abrumado y tenso con todos los acontecimientos recientes en su vida, Adonis se lanza en el entrenamiento. 
Llega el día de la pelea, en Las Vegas, pero desde el comienzo, Viktor se muestra más dominante hasta el 3.er asalto, donde Adonis sufre graves lesiones, que hacen que Tony considere detener la pelea. Sin embargo, Adonis se resiste, continua soportando los golpes, y a 1 minuto de finalizar el asalto, Viktor es descalificado por golpear a Adonis mientras está caído, lo que le permite a este último retener el Campeonato Mundial de los Pesos Pesados, pero deja a Adonis en muy mal estado, con la arena en silencio. Con su cuerpo y su ego destrozados, Adonis se desconecta cada vez más de Bianca. Mary Anne se acerca a Rocky con la esperanza de que vaya a ayudar a Adonis a salir de su depresión. Rocky visita a Adonis y se reconcilian, y éste acepta entrenar a Adonis adecuadamente para una revancha contra Viktor, quien está sufriendo pruebas físicas excesivamente exigentes por parte de su padre. Bianca da a luz a una niña y la llaman Amara. Los temores de Adonis y Bianca se hacen realidad cuando su hija nace con sordera, heredado del trastorno auditivo degenerativo progresivo de su madre.
Viktor, que continúa acumulando victorias en el ring y burlándose de Adonis públicamente, recibe presión constante de su padre, que disfruta de la atención de múltiples delegados rusos. En una cena estatal, Viktor e Iván se reencuentran con Ludmila, madre de Viktor y exesposa de Iván. Enfurecido al verla, Viktor reprime a su padre por volver a interactuar con las personas que les abandonaron en el pasado, haciendo referencia a cómo la élite rusa y Ludmila dejaron de lado a Iván tras su derrota a manos de Rocky. Mientras tanto, Rocky lleva a Adonis a un lugar abandonado en el desierto de California para volver a entrenarlo, y lo describe como un lugar donde los combatientes "renacen". Adonis se somete a un riguroso y brutal régimen de entrenamiento con Rocky, adaptándose a la clase de castigo que ahora sabe que recibirá de Viktor en el ring.
La revancha, esta vez llevada a cabo en Moscú (al igual que Rocky e Iván pelearon hace tiempo atrás), es considerablemente más equilibrada, ya que Adonis, más controlado y concentrado que en la primera pelea, intercambia golpes con Viktor de forma más equitativa. Dado que Viktor está acostumbrado a ganar todas sus peleas por nocaut, sus peleas nunca han durado más allá de la cuarta ronda, algo que Adonis usa a su favor mientras soporta el castigo de Viktor más profundamente en el combate, incluso después de sufrir una rotura de costillas. Al llegar el décimo asalto, Adonis logra aterrizar secuencia tras secuencia de golpes efectivos, derribando a Viktor dos veces consecutivas. Ludmila, quien había estado sentada en primera fila con algunos de los partidarios de Viktor, se marcha cuando la pelea se torna a favor de Adonis. Esto debilita a Viktor emocionalmente, y hace a Iván ver que su hijo tenía toda la razón. Al ver a Viktor acorralado y recibir múltiples golpes sin devolver ninguno, Iván se da cuenta de que su relación con su hijo es más importante para él que su antigua gloria y tira la toalla, concediéndole la victoria a Adonis para asegurarse de que su hijo no sufra lesiones graves. Aunque Viktor está avergonzado por su derrota, Iván le asegura que peleó bien y que no importa que haya perdido. Bianca sube al ring para celebrar la victoria de Donnie junto a él y Little Duke. Rocky se aparta, diciéndole a Adonis que es su momento y se sienta en las gradas para verles desde fuera del ring.
Viktor e Iván vuelven juntos a Ucrania para seguir entrenando. Por primera vez, Adonis visita la tumba de Apollo, donde hace las paces con su difunto padre y la carga de continuar con su legado. Él y Bianca le presentan a su nieta Amara, que lleva audífonos nuevos y se marchan del lugar. Rocky viaja a Vancouver para hacer las paces con su propio hijo, Robert y se encuentra con su nieto Logan, por primera vez, recalcando lo mucho que se parece a Adrianne, su difunta esposa y madre de Robert.

## Elenco
- Michael B. Jordan como Adonis Creed: un boxeador de peso semi-pesado desvalido pero talentoso y el hijo del campeón mundial de peso pesado Apollo Creed. Le suelen llamar Donnie.

- Sylvester Stallone como Rocky Balboa: El dos veces campeón mundial de peso pesado y rival de Apollo convertido en su amigo, quien luego asume el papel de entrenador y mentor de Adonis. Posee y opera un restaurante italiano en Filadelfia que lleva el nombre de su fallecida esposa Adrianne (interpretada por Talia Shire en las películas anteriores).

- Tessa Thompson como Bianca: Una cantante y compositora que tiene pérdida auditiva progresiva y es la novia de Adonis.

- Dolph Lundgren como Iván Drago: boxeador campeón de Rusia que, con el uso secreto de estimulantes y entrenamiento avanzado, ganó la atención mundial debido a su fuerza bruta que no se había visto antes. Hace años, mató a Apollo Creed en el cuadrilátero y luego fue derrotado por Rocky.

- Florian Munteanu como Viktor Drago: El hijo de Drago, quien también es boxeador.

- Phylicia Rashad como Mary Anne Creed: La viuda de Apolo y madrastra de Adonis, quien lo adopta de niño después de la muerte de la madre biológica de Adonis.

- Andre Ward como Danny "Stuntman" Wheeler: Un boxeador de peso semipesado.

- Wood Harris como Tony "Little Duke" Evers: Uno de los entrenadores asistentes de Wheeler. Su padre, Tony Evers Sr. (interpretado por el difunto Tony Burton en cada película anterior de Rocky), fue una figura paterna para Apollo y su entrenador y mánager cuando Apollo se convirtió en campeón mundial de los pesados. Luego se convirtió en uno de los entrenadores de Rocky para su revancha contra Clubber Lang y después de la muerte de Apollo.

- Russell Hornsby como Buddy Marcelle.

- Michael Buffer como él mismo.
- Brigitte Nielsen como Ludmila Drago, la exesposa del ex super atleta comunista Iván Drago en Rocky IV y quien después de la derrota de Ivan Drago frente a Rocky Balboa en Moscú, decidió abandonar a su esposo e hijo Viktor Drago.

## Producción
El 5 de enero de 2016, Sylvester Stallone y el CEO de Metro-Goldwyn-Mayer, Gary Barber, confirmaron a la revista Variety que se estaba desarrollando una secuela de la película Creed, de 2015. El mismo mes, Stallone planteó la posibilidad de ver a Milo Ventimiglia en la secuela, repitiendo su papel como el hijo de Rocky, Robert Balboa. Ventimiglia reveló previamente durante el desarrollo de Creed que estaba dispuesto a regresar a la franquicia, declarando: "Te diré algo, si me invitaran, me encantaría estar allí. Si no lo hicieran, tampoco me ofendería". El 11 de enero de 2016, Barber reveló que Ryan Coogler no regresaría como guionista como lo hizo en la primera cinta debido a conflictos de programación, porque estaba vinculado a la película Black Panther, aunque sí volvería como productor ejecutivo. El calendario de Michael B. Jordan se retrasó debido a Black Panther, ya que él fue el principal antagonista de esa película. En julio de 2017, Stallone confirmó a través de su cuenta de Instagram que había completado el guion de la continuación, y también reveló que el personaje de Ivan Drago aparecería en la película. En octubre de 2017, se anunció que Stallone dirigiría y produciría la película. Sin embargo, en diciembre de 2017, se informó que Steven Caple Jr. dirigiría la película, con Tessa Thompson confirmada para repetir su papel de Bianca, el interés amoroso de Adonis Creed. En enero de 2018, el boxeador rumano Florian Munteanu fue seleccionado en la película para interpretar al hijo de Drago, con Dolph Lundgren listo para repetir su papel de Ivan Drago. La filmación comenzó en marzo de 2018. En marzo de 2018, Russell Hornsby se unió al elenco, mientras que Phylicia Rashad, Wood Harris y Andre Ward fueron luego confirmados para repetir sus papeles de la película anterior.
La filmación tuvo lugar en Filadelfia, Pensilvania, en el vecindario de Port Richmond.

## Lanzamiento
La película se estrenó el 21 de noviembre de 2018.

## Recepción
Creed II ha recibido reseñas positivas de parte de la crítica y de la audiencia. En el sitio web especializado Rotten Tomatoes, la película posee una aprobación de 83%, basada en 310 reseñas, con una calificación de 6.9/10 y con un consenso crítico que dice: "Creed II y su adhesión a la fórmula de la franquicia se suman a una secuela con pocas sorpresas verdaderas, pero sus temas generacionales probados con el tiempo todavía tienen un impacto sólido". De parte de la audiencia tiene una aprobación de 84%, basada en más de 5000 votos, con una calificación de 3.9/5.
El sitio web Metacritic le ha dado a la película una puntuación de 66 de 100, basada en 45 reseñas, indicando "reseñas generalmente positivas". Las audiencias encuestadas por CinemaScore le han dado a la película una "A" en una escala de A+ a F, mientras que en el sitio IMDb los usuarios le han dado una calificación de 7.1/10, sobre la base de 126 602 votos. En la página web FilmAffinity, la cinta tiene una calificación de 6.3/10, basada en 11 161 votos.